# Georg Luck
Georg Hans Bhawani Luck (ur. 17 lutego 1926 – zm. 17 lutego 2013) – szwajcarski filolog klasyczny, znany z badań nad wierzeniami i praktykami magicznymi w świecie antycznym. Przez ponad dwadzieścia lat był profesorem na Uniwersytecie Johnsa Hopkinsa w Baltimore.
W sporze akademickim z końca lat 80. dotyczącym metodologii badań klasycznych, Luck był czołowym przedstawicielem tradycyjnych, rygorystycznych metod naukowych i przeciwnikiem tego, co uważał za nieuzasadnione spekulacje wynikające z podejścia wielokulturowego.

## Edukacja i kariera akademicka
Luck urodził się w Bernie w Szwajcarii i uczęszczał do Kirchenfeld Gymnasium w Bernie. Podczas i po II wojnie światowej służył w armii szwajcarskiej, osiągając stopień porucznika. Po zakończeniu służby uzyskał licencjat na Uniwersytecie w Bernie, a także studiował na Uniwersytecie Paryskim. Do Stanów Zjednoczonych przyjechał na studia magisterskie na Uniwersytecie Harvarda, gdzie w 1951 roku uzyskał tytuł magistra klasyki. Po powrocie do Berna uzyskał doktorat w 1953 roku. W 1958 roku otrzymał prestiżowe Stypendium Guggenheima.
W 1952 roku wykładał filologię klasyczną na Uniwersytecie Yale, a następnie w latach 1953–1954 na Uniwersytecie Browna. W latach 1955–1958 wykładał na Harvardzie, a potem w latach 1958–1962 na Uniwersytecie w Moguncji. Następnie został profesorem na Uniwersytecie w Bonn, skąd w 1970 roku przeniósł się na Uniwersytet Johnsa Hopkinsa, gdzie pracował aż do końca swojej kariery. Przez dwanaście lat pełnił funkcję redaktora naczelnego American Journal of Philology. W 1990 roku przeszedł na emeryturę.

## Przypis
1. 1 2  Obituary for Georg Hans Luck, Ph.D. at Peaceful Alternatives Funeral and Cremation Center [online], www.peacefulalternatives.com [dostęp 2025-08-01] (ang.).
2. 1 2 3 4  Frederick N. Rasmussen, Georg H.B. Luck, Hopkins professor, „The Baltimore Sun”, 13 lutego 2013 [dostęp 2025-08-01] [zarchiwizowane z adresu 2025-08-01] (ang.).
3. ↑  Not to Bury Homer but to Update Him (Published 1998) [online], 7 marca 1998 [dostęp 2025-08-01] (ang.).
4. ↑  Phyllis Culham, Lowell Edmunds (red.), Classics: a discipline and profession in crisis?, Lanham: Univ. Pr. of America, 1989, ix, ISBN 978-0-8191-7450-5 [dostęp 2025-08-01].